# Turtle Lake, Saskatchewan
Turtle Lake är en sjö i Kanada.   Den ligger i provinsen Saskatchewan, i den centrala delen av landet, 2 500 km väster om huvudstaden Ottawa. Turtle Lake ligger 651 meter över havet. Arean är 64 kvadratkilometer. Den sträcker sig 20,3 kilometer i nord-sydlig riktning, och 8,8 kilometer i öst-västlig riktning.
Trakten runt Turtle Lake är nära nog obefolkad, med mindre än två invånare per kvadratkilometer.